# الجبایش
الجبایش یک منطقهٔ مسکونی در عراق است که در بخش الجبایش واقع شده‌است. الجبایش ۳۶٬۱۰۰ نفر جمعیت دارد و ۹ متر بالاتر از سطح دریا واقع شده‌است.